# 本庄市立本庄西中学校
本庄市立本庄西中学校（ほんじょうしりつ ほんじょうにしちゅうがっこう）は、埼玉県本庄市にある公立中学校。

## 概要
学校教育目標は「心豊かな生徒　自ら学ぶ生徒　たくましい生徒」、目指す学校像は「生徒一人一人が高い目標に向かってチャレンジする活気ある学校」である。本庄西小学校区、旭小学校区、仁手小学校区の一部(上仁手)の生徒が通学する。

## 沿革
- 1964年4月1日 - 学区変更、本庄西中学校に改称。